# زبان خوفی
زبان خوفی یکی از زبان‌های پامیری رایج در ولایت خودمختار کوهستانی بدخشان تاجیکستان است. این زبان بسیار به شغنانی نزدیک است و در گذشته گویشی از آن برشمرده می‌شده اما امروزه به عنوان یک زبان مستقل شناخته می‌شود. خوفی در روستاهای خوفی و پست‌خوف در گلوگاه رود خوف‌دریا رایج است.